# (2308) Schilt
Pour les articles homonymes, voir Schilt.
(2308) Schilt est un astéroïde de la ceinture principale.

## Description
(2308) Schilt est un astéroïde de la ceinture principale. Il fut découvert le 6 mai 1967 à El Leoncito par Carlos Ulrrico Cesco et Arnold R. Klemola. Il présente une orbite caractérisée par un demi-grand axe de 2,55 UA, une excentricité de 0,17 et une inclinaison de 14,2° par rapport à l'écliptique.

## Compléments